# Paul C. Vogel
Paul C. Vogel (22 de agosto de 1899 — 24 de novembro de 1975) é um diretor de fotografia estadunidense. Venceu o Oscar de melhor fotografia na edição de 1950 por Battleground.